# ليومي أندرسون
لومي جاسمين فرانسيس أندرسون (من مواليد 15 فبراير 1993)، هي عارضة أزياء ومصممة إنجليزية. بدأت مسيرتها في عرض أزياء "فيكتوريا سيكريت" عام 2015، وأصبحت واحدة من "ملائكة فيكتوريا سيكريت" في عام 2019، باعتبارها ناشطة في مجال حقوق المرأة، قدمت أندرسون محاضرتين في تيد أكس، وتحدثت في جامعة أكسفورد وجامعة كامبريدج. وكانت صريحة بشأن التمييز العنصري في صناعة عرض الأزياء.

## نسيرتها المهنية
شاركت في المسلسل الوثائقي Black Like Me الذي بُث على قناة BET الأميركية، حيث تحدثت عن العنصرية المستمرة في صناعة الأزياء. برز صوتها بشكل متزايد في فضح أنماط التمييز العنصري الممنهج داخل هذا المجال، متحدية المخاوف من أن يؤثر ذلك سلبًا على مستقبلها المهني. لجأت إلى وسائل التواصل الاجتماعي للمطالبة بممارسات أكثر شمولية وعدالة في الصناعة.
استندت في مواقفها إلى جهود رموز بارزة في عالم الأزياء مثل بيثان هارديسون، وناعومي كامبل، اللواتي استخدمن منصاتهن للمطالبة بإحداث تغيير جذري في الطريقة التي يُنظر بها إلى الجمال الأسود وتمثيله في عالم الموضة.
شاركت لومي سابقًا في برنامج تلفزيون الواقع The Model Agency عام 2011، وتُعد من أشهر العارضات اللواتي مشين على منصة "فيكتوريا سيكريت". كما ظهرت في حملات دعائية لعلامات تجارية بارزة مثل توب شوب وموسكينو.

## روابط خارجية
- ليومي أندرسون على موقع IMDb (الإنجليزية)
- ليومي أندرسون على موقع دليل عارضات الأزياء (الإنجليزية)